# Krndija (Panyit)
Krndija (németül: Kerndia) egykori német nemzetiségű falu Horvátországban, Eszék-Baranya megyében. Közigazgatásilag Panyithoz tartozik.

## Fekvése
Eszéktől légvonalban 26, közúton 32 km-re délnyugatra, Diakovártól 16 km-re északra, községközpontjától 3 km-re északnyugatra, Szlavónia középső részén, a Szlavóniai-síkságon, a Vuka völgyében fekszik.

## Története
A települést Josip Juraj Strossmayer püspök alapította 1881-ben, amikor Panyit körül erdőirtással három falut hozott létre. Krndijára Bácskából hívott német anyanyelvű lakosságot. Lakói új gazdálkodást honosítottak meg a területen. A Vuka mocsaras mellékét lecsapolták és termékeny szántófölddé tették. Eperfákat, hársfákat, akácfákat ültettek. Új növényeket, új ételeket honosítottak meg. Ipari létesítményeket, malmokat, téglagyárat, sörfőzdét hoztak létre. Templomot, iskolát, nagycsarnokot, közösségi házat, mozit építettek. A településnek 1890-ben 1059, 1910-ben 1016 lakosa volt. Verőce vármegye Diakovári járásának része volt. Az 1910-es népszámlálás adatai szerint lakosságának 92%-a német, 4%-a magyar, 2%-a szlovák, 1%-a horvát anyanyelvű volt. Az első világháború után 1918-ban az új szerb-horvát-szlovén állam, majd később (1929-ben) Jugoszlávia része lett.
A második világháborúig Krndija volt a legnagyobb németek lakta település Horvátország területén. A falu történetének legnehezebb időszaka a második világháború végén érkezett el, amikor a kommunista hatóságok a német nemzetiség minden tagját, koruktól és nemüktől függetlenül kollektív bűnössé nyilvánították, vagyukat elkobozták és minden joguktól megfosztva táborokba deportálták. A falu területén létrehozták Krndija-tábort, amelyben közel ötszáz helybeli német lakos halt meg az embertelen körülmények, az étkezés hiánya, a kemény fizikai munka, és a hideg miatt. Sokan a táborban fejét felütött különféle betegségek, vagy több esetben a kommunisták által elkövetett gyilkosságok áldozatai lettek. A fogvatartottakat a helyi temetőbe temették el általában sírkövek és feliratok nélkül. A fogvatartottak Krndijából és a környező falvakból származtak. Különféle mezőgazdasági munkákhoz használták őket. Emlékeik szerint sok környékbeli lakos fejezte ki megértését irántuk, táplálékkal és ruhával segített nekik. A táborok 1946 nyarán történő bezárását követően a szabadon bocsátott túlélőket előbb más táborokba helyezték át, majd Ausztriába vagy Németországba depotálták, házaikba pedig horvátok és szerbek költöztek.
A falu 1991-től a független Horvátországhoz tartozik. 1991-ben lakosságának 81%-a horvát, 15%-a szerb nemzetiségű volt. 2011-ben a falunak 64 lakosa volt.

## Lakossága
| Lakosság változása | Lakosság változása | Lakosság változása | Lakosság változása | Lakosság változása | Lakosság változása | Lakosság változása | Lakosság változása | Lakosság változása | Lakosság változása | Lakosság változása | Lakosság változása | Lakosság változása | Lakosság változása | Lakosság változása | Lakosság változása |
| ------------------ | ------------------ | ------------------ | ------------------ | ------------------ | ------------------ | ------------------ | ------------------ | ------------------ | ------------------ | ------------------ | ------------------ | ------------------ | ------------------ | ------------------ | ------------------ |
| 1857               | 1869               | 1880               | 1890               | 1900               | 1910               | 1921               | 1931               | 1948               | 1953               | 1961               | 1971               | 1981               | 1991               | 2001               | 2011               |
| 0                  | 0                  | 0                  | 1.059              | 916                | 1.016              | 1.151              | 1.399              | 420                | 707                | 365                | 291                | 169                | 112                | 96                 | 64                 |

## Nevezetességei
- Szent Kereszt felmagasztalására tiszteletére szentelt temploma 1935 és 1937 között épült. A templom és a harangtorony a második világháború végén súlyosan megsérült, később a közeli mezőgazdasági szövetkezet terményeinek és műtrágyájának raktáraként szolgált. A korábbi német nemzetiségű lakosok és a közeli Potnjaniból származó Georg Pek kezdeményezésére adományokból a templomot 2003-ban újjáépítették. A felszentelő szentmisét a helyreállított templomban Marin Srakić, diakovár-eszéki érsek vezette. A lakosok kis száma miatt misék most csak évente néhányszor vannak.
- A Krndijai haláltábor német áldozatainak emlékműve.

## Kultúra
A faluban forgatták 1986-ban Veljko Bujalić „Obećana zemlja” című filmjét, mely a háború után betelepítésről és kollektivizációról szól.

## Sport
Az NK Proleter Krndija labdarúgóklub az 1960-as és 1970-es években volt aktív.